# Taavi Soininvaara

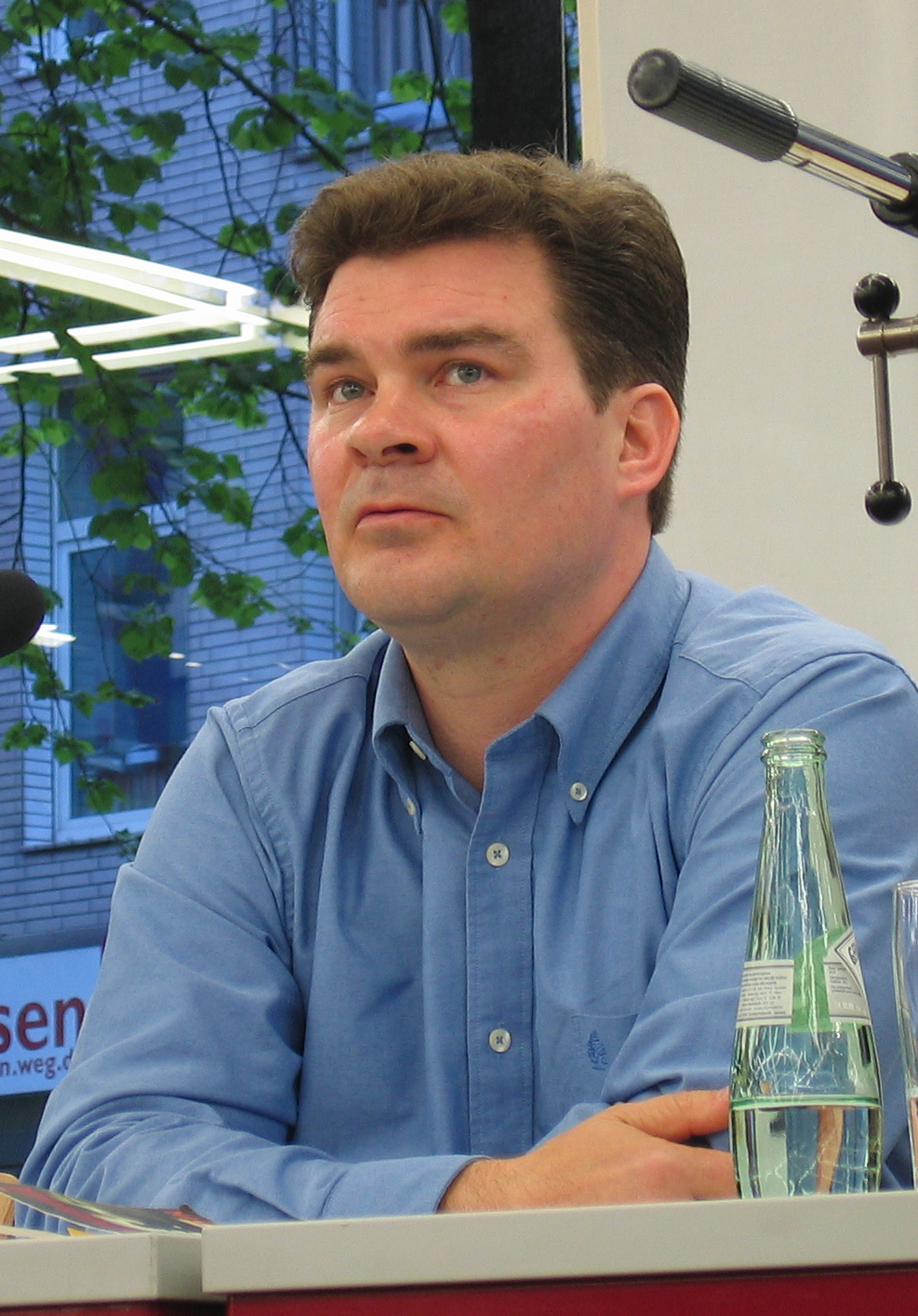
Taavi Soininvaara auf Lesereise in Köln, April 2008

Taavi Soininvaara (* 11. Juli 1966 in Imatra, Finnland) ist ein finnischer Autor von Kriminalromanen, der in Deutschland vor allem durch seine Geschichten um den SUPO-Ermittler Arto Ratamo bekannt wurde.
Soininvaara schloss 1991 sein Studium der Rechtswissenschaft an der Universität Turku ab und arbeitete anschließend als Wirtschaftsanwalt für verschiedene finnische Unternehmen. Seit 1997 schrieb er nebenberuflich Krimis und veröffentlichte 2000 seinen ersten Roman Ebola-Helsinki (dt. Titel: Finnisches Blut). Dieser wurde ein so großer Erfolg, dass Soininvaara sich 2001 von allen beruflichen Verpflichtungen freimachte, um sich ganz dem Schreiben widmen zu können. Auch sein zweiter Roman Inferno.fi (Finnisches Inferno) wurde ein Erfolg und inzwischen, wie auch Ebola-Helsinki, in seinem Heimatland verfilmt.
Taavi Soininvaaras drittes Werk, Koston komissio (Finnisches Requiem), wurde 2003 mit dem Finnischen Krimipreis ausgezeichnet und war zugleich das erste Buch des Autors, welches in Deutschland veröffentlicht wurde.

## Ratamo-Krimis
Seit 2000 hat Soininvaara in Finnland 17 Romane um die Hauptperson Arto Ratamo veröffentlicht. Arto arbeitet im ersten Teil Finnisches Blut noch als Wissenschaftler im Amt für Veterinärmedizin und Lebensmittelkontrolle, ehe er zur Finnischen Sicherheitspolizei SUPO wechselt. Nachdem seine Frau Kaisa im ersten Roman getötet worden ist, geht der nun alleinerziehende Vater einer Tochter eine Beziehung mit seiner Kollegin Riitta Kuurma ein. Riitta lässt sich jedoch in Finnisches Requiem, dem dritten Teil der Reihe, nach Den Haag zu Europol versetzen und beendet damit die Beziehung. Trotz ihres Weggangs aus Helsinki treffen die beiden im Laufe der nächsten Bücher immer wieder zusammen, wenngleich Arto in Ilona eine neue Lebensgefährtin findet.
Alle Romane sind in sich abgeschlossen, es spielen jedoch immer wieder dieselben Personen um Arto Ratamo eine Rolle. Die einzelnen Fälle der Reihe behandeln zumeist wissenschaftliche Themen, die Handlungsorte gehen dabei über die Grenzen Finnlands und Skandinaviens hinaus. Neben den aufzuklärenden Verbrechen spielen auch Artos Sorgen und Nöte als alleinerziehender Vater und seine sonstigen privaten und familiären Beziehungen eine nicht unwesentliche Rolle.
In Deutschland sind bisher neun Romane in nicht-chronologischer Reihenfolge in der Aufbau-Verlagsgruppe erschienen, die allesamt von Peter Uhlmann übersetzt wurden. Aus Marketinggründen wählte der Verlag die deutschen Serientitelnamen mit „Finnisch“ analog zu den Krimi-Serien von Jean-Luc Bannalec (mit „Bretonisch“) und Klaus-Peter Wolf (mit „Ostfriesen-“).

### Die Fälle
| Fall | Originalausgabe          | Deutsche Ausgabe           | Deutsche Ausgabe       |
| ---- | ------------------------ | -------------------------- | ---------------------- |
| 1    | Ebola-Helsinki (2000)    | Finnisches Blut (2007)     | ISBN 3-7466-2282-4     |
| 2    | Inferno.fi (2001)        | Finnisches Inferno (2008)  | ISBN 3-7466-2401-0     |
| 3    | Koston komissio (2002)   | Finnisches Requiem (2004)  | ISBN 3-7466-2190-9     |
| 4    | Ikuisesti paha (2003)    | Finnisches Roulette (2005) | ISBN 3-7466-2356-1     |
| 5    | Vihan enkeli (2004)      | Finnisches Quartett (2006) | ISBN 3-378-00677-3     |
| 6    | Pimeyden ydin (2005)     | Finnischer Tango (2008)    | ISBN 3-351-03235-8     |
| 7    | Marsalkan miekka (2006)  | Der Finne (2009)           | ISBN 978-3-351-03270-8 |
| 8    | Jumalten sota (2007)     | Finnische Kälte (2015)     | ISBN 978-3-7466-3075-5 |
| 9    | Toinen peto (2013)       | Das andere Tier (2014)     | ISBN 978-3-7466-3094-6 |
| 10   | Teräsarkku (2014)        |                            | (noch nicht übersetzt) |
| 11   | Haukka ja kyyhky (2015)  |                            | (noch nicht übersetzt) |
| 12   | Venäläinen vieras (2016) |                            | (noch nicht übersetzt) |
| 13   | Neljäs valtakunta (2017) |                            | (noch nicht übersetzt) |
| 14   | Darwinin seitti (2018)   |                            | (noch nicht übersetzt) |
| 15   | Tuhon messias (2019)     |                            | (noch nicht übersetzt) |
| 16   | Tsaarin ruoska (2020)    |                            | (noch nicht übersetzt) |
| 17   | Sokea oraakkeli (2021)   |                            | (noch nicht übersetzt) |

## Mundus-Novus-Serie (Leo Kara ermittelt)

### Die Fälle
| Fall | Originalausgabe               | Deutsche Ausgabe | Deutsche Ausgabe       |
| ---- | ----------------------------- | ---------------- | ---------------------- |
| 1    | „Kriittinen tiheys“ (2009)    | Schwarz (2011)   | ISBN 978-3-7466-2744-1 |
| 2    | „Pakonopeus“ (2011)           | Weiß (2012)      | ISBN 978-3-7466-2803-5 |
| 3    | „Punainen jättiläinen“ (2011) | Rot (10.12.2012) | ISBN 978-3-7466-2892-9 |
| 4    | „Valkoinen kääpiö“ (2012)     | Tot (18.08.2014) | ISBN 978-3-7466-3035-9 |

## Kurzgeschichtensammlung
| Originalausgabe          | Deutsche Ausgabe | Deutsche Ausgabe       |
| ------------------------ | ---------------- | ---------------------- |
| Rikollisen kaunis (2008) |                  | (noch nicht übersetzt) |